# Konjunkcija (astronomija)
Konjúnkcija ali prehòd (latinsko coniunctio - zveza < conjugere - zvezati, povezati, združiti) (simbol , v Unicode: U+260C ☌) v astronomiji označuje pojav, ko imata dve nebesni telesi približno enako lego, običajno gledano z Zemlje. 
Nebesna telesa, ki so v konjunkciji, imajo enake ekliptične dolžine λ.
Ločimo dve vrsti konjunkcij:
- notranja konjunkcija (več nebesnih teles nahaja na premici med zunanjim nebesnim telesom in Soncem)
- zunanja konjunkcija (več nebesnih teles nahaja onkraj Sonca na isti premici, pri čemer je vsaj eno telo na njihovi nasprotni strani)

## Znane konjunkcije
- 2000 - nastopila je konjunkcija vseh tradicionalnih planetov (Uran, Venera, Mars, Jupiter, Saturn, Luna in Sonce).